# Морговський Ян Петрович
Ян Петрович Морговський (нар. 20 вересня 1998, с. Зоряне, Ружинський район, Житомирська область, Україна) — український футболіст, захисник футбольного клубу «Буковина».

## Життєпис
Народився в селі Зоряне, Житомирська область. Вихованець ДЮСШ «Поділля», за яку з 2014 по 2018 рік виступав у ДЮФЛУ, провівши 39 матчів (16 голів). Дорослу футбольну кар'єру розпочав 2015 року в складі хмельницької «ДЮСШ-1-Полонії», яка виступала в обласному чемпіонаті. Наступного року дебютував у першій команді «Поділля», яке грала в аматорському чемпіонаті України (6 матчів, 3 голи).
На професіональному рівні за хмельницький клуб дебютував 20 липня 2016 року в програному (1:3) виїзному поєдинку 1-го попереднього раунду кубку України проти вінницької «Ниви-В». Ян вийшов на поле в стартовому складі та відіграв увесь матч. У Другій лізі України дебютував 24 липня 2016 року в переможному (2:0) домашньому поєдинку 1-го туру проти миколаївського «Суднобудівника». Морговський вийшов на поле в стартовому складі, а на 75-ій хвилині його замінив Владислав Чуловський. Першим голом у професіональному футболі відзначився 3 вересня 2017 року на 86-ій хвилині програного (2:3) виїзного поєдинку 10-го туру групи А Другої ліги України проти тернопільської «Ниви». Ян вийшов на поле на 67-ій хвилині, замінивши Степана Рижука. У сезоні 2020/21 років «Поділля» виграло групу А Другої ліги та підвищилося в класі. У Першій лізі України дебютував 25 липня 2021 року в нічийному (0:0) домашньому поєдинку 1-го туру проти київської «Оболоні». Морговський вийшов на поле в стартовому складі та відіграв увесь матч. Загалом у футболці рідного «Поділля» за шість проведених професійних сезонів, зіграв 140 офіційних матчів та відзначився 5 голами (19 матчів у Першій лізі України, 7 поєдинків у кубку України та 114 матчів (5 голів) у Другій лізі України).
Взимку 2022 року підписав контракт з житомирським «Поліссям». З командою став переможцем Першої ліги, за що отримав звання «Майстер спорту України». У футболці «вовків» дебютував 17 вересня 2022 року в нічийному (0:0) виїзному поєдинку 4-го туру групи А Першої ліги України проти тернопільської «Ниви». Ян вийшов на поле в стартовому складі та відіграв перший тайм. Загалом у чемпіонському сезоні взяв участь у більшій половині календарних матчів (13 поєдинків). У вересні 2023 року разом кількома своїми житомирськими одноклубниками перейшов у «Звягель», який неофіційно являється фарм-клубом «Полісся». У складі якого вдруге у своїй кар'єрі, як основний гравець, допоміг друголіговій команді підвищитися в класі. У футболці звягельського клубу зіграв 16 матчів (3 голи) у Другій лізі України та 2 поєдинки у перехідних матчах.
У липні 2024 року підписав контракт із першоліговим футбольним клубом «Буковина».

## Досягнення

### Командні
- Кубок України
  -  Півфіналіст (1): 2024/25

- Перша ліга України
  -  Чемпіон (1): 2022/23

- Друга ліга України
  -  Срібний призер (1): 2020/21
  -  Бронзовий призер (1): 2023/24

### Індивідуальні
- Майстер спорту України: 2024[10]
- Включений у збірну сезону Другої ліги України 2023/24 за версією Sportarena.com – позиція лівий захисник №1[11].
- Включений у збірну сезону Першої ліги України 2021/22 за версією Sportarena.com – позиція лівий захисник №3[12].